# 1993 în jocuri video

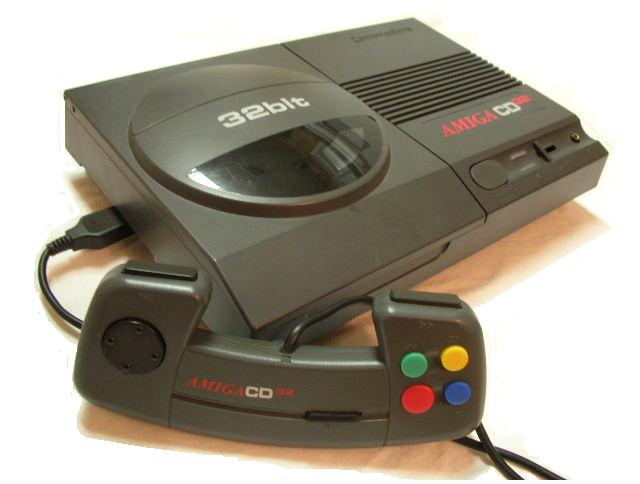
Consolă video Amiga CD32

Acest articol prezintă evenimente importante legate de jocuri video din anul 1993. Vezi și istoria jocurilor video.

## Evenimente
În 1993 au apărut mai multe sequel-uri și prequel-uri în jocurile video, cum ar fi Dragon Ball Z: Super Butōden, Mortal Kombat II, Secret of Mana sau Super Street Fighter II, împreună cu titluri noi precum Disney's Aladdin, Doom, FIFA International Soccer, Gunstar Heroes, NBA Jam, Ridge Racer, Samurai Shodown, Star Fox sau Virtua Fighter.
Jocul arcade cu cele mai mari încasări a fost jocul de lupte de la Capcom, Street Fighter II, pentru al treilea an consecutiv, fiind, de asemenea, în continuare produsul de divertisment cu cele mai mari încasări din acest an. Cel mai bine vândut sistem de jocuri pentru acasă a fost consola de jocuri Sega Mega Drive/Genesis.

### Reviste
În 1993, au apărut 12 numere lunare ale revistei Computer Gaming World.